# Alcimus angustipennis
Alcimus angustipennis là một loài ruồi trong họ Asilidae. Alcimus angustipennis được Loew miêu tả năm 1858. Loài này phân bố ở vùng nhiệt đới châu Phi.